# Мости (Кам'янський район)
Мости́ — село в Україні, у Кам'янському районі Дніпропетровської області. Населення за переписом 2001 року складало 190 осіб. Входить до складу Верхньодніпровської міської громади.

## Географія
Село Мости знаходиться на правому березі річки Омельник, вище за течією примикає село Ганнівка, нижче за течією на відстані 2 км розташоване село Калужине.

## Населення

### Мова
Розподіл населення за рідною мовою за даними перепису 2001 року:
| Мова       | Кількість | Відсоток |
| ---------- | --------- | -------- |
| українська | 167       | 87.90%   |
| вірменська | 12        | 6.32%    |
| російська  | 10        | 5.26%    |
| румунська  | 1         | 0.52%    |
| Усього     | 190       | 100%     |